# 오사카부립대학 공업고등전문학교
오사카부립대학 공업고등전문학교(Osaka Prefecture University College of Technology，大阪府立大学工業高等専門学校는 오사카부 네야가와시에 위치한 학교로 1963년에 설립되었다.
2011년 4월에 오사카부로부터 공립대학법인 오사카부립대학으로 이관되어 현재의 명칭이 되었으며, 2019년 4월에 동법인이 공립대학법인 오사카시립대학과 통합하여, 공립대학법인오사카로 새롭게 발족하였다.
고등전문학교라는 제도는, 학교교육법을 근거로 「깊고 전문적인 교육을 통하여, 직업에 필요한 능력을 육성한다」는 목적으로 설립된 5년제의 고등교육기관으로서 일본 전국에 57개교(2018년 4월현재)가 있는데，국립이 51개, 공립 3개, 사립 3개이다.
1960년대 중반, 일본의 고도성장기를 뒷받침 할 "실천적인 기술자 양성"을 목적으로 국가 차원에서 고등전문학교의 설립을 장려하였다.
재학중, 실용적이고 전문적인 교육을 통해, 기업에서 필요로 하는 각종 자격증도 취득하게 되는데， 예를 들면 위험물취급자, 정보처리기술자, 무선종사자, 전기주임기술자, 전기공사사，건축관련 자격 등이 있다. 졸업생은 준학사(準学士)의 자격을 갖는다.
보통 줄여서 고센 (고등전문학교）이라고 불리는 이 학교는, 「완성교육」을 표방하는 교육기관인데，5년의 과정을 끝낸 졸업생은 약 70%가 취직을 하고, 약 30%는 4년제 대학 3학년으로 편입을 한다. 수십년의 전통 속에서 많은 기업들에게 신뢰를 얻고 있어서 취직률은 거의 100%에 달한다.
학력 수준은 학교마다 약간 차이가 있으나 상위권의 학교에 속한다. 일본 입시 용어인 편차치(偏差値)로 따지면 64~70 정도이니, 오사카의 공립 고등학교 중에서는 스미요시고등학교（住吉高等学校）나 톤다바야시고등학교（富田林高等学校）와 비슷하다. 2021년 입시에서는 220개 공립학교 중 19위.